# Batalion im. Adama Mickiewicza

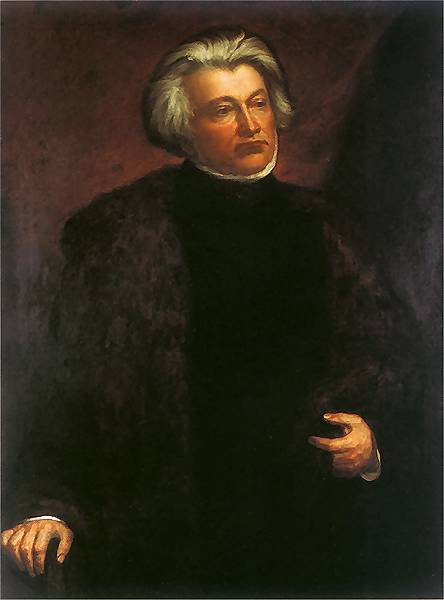
Adam Mickiewicz, patron batalionu

Batalion im. Adama Mickiewicza – ochotniczy batalion okresu hiszpańskiej wojny domowej (1936–1939), sformowany 27 października 1937 i istniał do 23 września 1938.
Wchodził w skład XIII Brygady Międzynarodowej im. Jarosława Dąbrowskiego, walczącej po stronie republikańskiej przeciwko oddziałom gen. Francisco Franco, wspieranym przez nazistowski rząd III Rzeszy i faszystowski rząd Włoch. Za bohaterstwo wykazane w bitwie nad Ebro, Batalion został odznaczony najwyższym orderem Republiki Hiszpańskiej El Disintivo del Valor.
Patronem batalionu był Adam Mickiewicz.

## Dowódcy
- Bolesław Mołojec „Edward” (27 października 1937 – 28 marca 1938)
- Jan Gacek (28 marca – 8 kwietnia 1938)
- Leon Wachowiak (8 kwietnia – 10 czerwca 1938)
- Franciszek Księżarczyk (10 czerwca – 24 września 1938)

## Komisarze polityczni
- Wasyl Łazowy (27 października – 16 grudnia 1937)
- Lamas (Argentyńczyk) (16 grudnia 1937 – 16 lutego 1938) – poległ
- Ignacy Krzemień „Feuerberg” (16 lutego – 14 czerwca 1938)
- Bolesław Maślankiewicz (14 czerwca – 25 lipca 1938)
- Emilio Rueda (Hiszpan) (25 lipca – 2 września 1938)
- Robles (Hiszpan) (2 września – 20 września 1938)
- Bolesław Jeleń (20 – 24 września 1938)

## Adiutanci
- Roman Stefański (27 października 1937 – 16 lutego 1938) – poległ
- Leon Wachowiak (16 lutego – 16 marca 1938)
- Jan Gacek (16 – 28 marca 1938)
- Henryk Toruńczyk (28 marca – 9 kwietnia 1938)
- Daniel Abramowicz (9 kwietnia – 27 lipca 1938) – poległ
- Wiktor Mencel (27 lipca – 24 września 1938)